# Zsira
Zsira (německy Tening, chorvatsky Žira) je obec v župě Győr-Moson-Sopron, v okresu Sopron. Rozloha obce je 14,73 km², nadmořská výška asi 200 m. V lednu 2011 zde žilo 744 obyvatel.

## Poloha
Leží nedaleko hranic s Rakouskem, v západní části Malé dunajské kotliny. Podél jižního okraje obce protéká řeka Repce (něm. Rabnitz). Silnice, která vede směrem na západ spojuje obec s rakouským městem Lutzmannsburg. Župní město Győr je vzdáleno 83 km, Sopron 36 km, Kőszeg 17 km, Bük 12 km.

## Historie

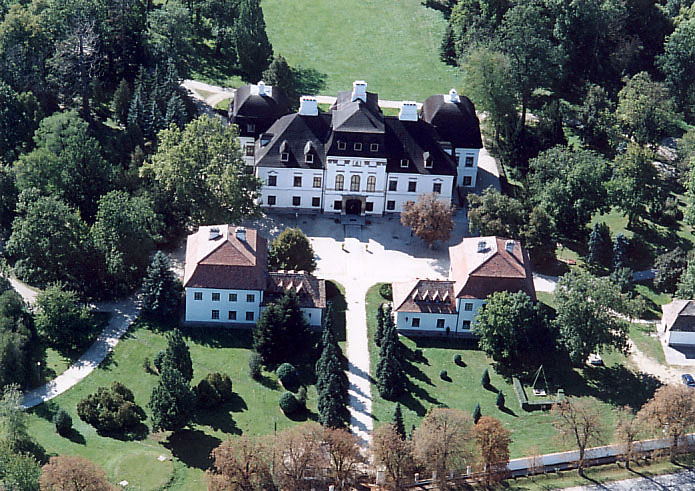
Zámek Rimanóczy

Místo bylo již poprvé zmíněno v dokumentech v roce 1225 jako Syra.
Až do roku 1848 obec Zsiru vlastnili biskupové z Győru a byla součástí hrabství Sopron v království Maďarském.
Koncem první světové války obec měla být připojena do rakouského Burgenlandu. Ale došlo k výměně území a tak Zsira od roku 1922 se stala součástí Maďarska.

## Zajímavosti
- Dva barokní kostely – kostel svatého Josefa ze Salomonfa (Szent József) a kostel svatého Vavřince (Szent Lőrinc)
- Barokní zámek – Rimanóczy
- pamětní kámen k 800 výročí vzniku obce
- Cyklistická stezka ze Zsiry je postavena přes obce Gyalóka, Szakony, (odbočka do Csepregu), Bük a končí v obci Bő. Celková délka zhruba 17 km.